# Лукаш Перни
др. Лукаш Перни (1991, Нове Замки) је словачки писац, културолог и филозоф, музичар, председник Културно-филозофског одељења Матице словенске, потпредседник Удружења словачких писаца и председник Друштва Ладислав Новомески.
Аутор је награђиване књиге Утописти, визионари света будућности, књига о филозофији, уметности и култури, као и аутор есеја, студија, анализа, фељтона, критика и рецензија. Истраживач је у Матици словачкој. Аутор је преко 200 студија, есеја, анализа, рецензија (филмских, позоришних, музичких и књижевних) и интервјуа. Има два доктората из филозофије и културологије и објавио неколико књига о култури и филозофији.
Године 2023 био је део званичне делегације Матице словачке у Матици српској. 2025 године био је део званичне делегације Матице словачке у Архиву Војводине, Архиву Југославије, Матици српској, Дому културе у Кисачу и Српска православна богословија Светог Арсенија у Сремским Карловцима.
Ако је музикант надвиазал сарадњу са пијанистом Мареком Ступавским, са којим је одржао концерт у Новом Саду.